# Eurovision Song CZ 2019
Eurovision Song CZ 2019 – 2. edycja czeskich selekcji do 64. Konkursu Piosenki Eurowizji. Wygrał je zespół Lake Malawi z piosenką „Friend of a Friend”.

## Konkurs

### System Głosowania
Zwycięzcę wybrali użytkownicy oficjalnej aplikacji Eurowizji, Eurovision Song Contest i międzynarodowe jury, które składało się z byłych reprezentantów różnych państw w konkursie, którymi byli:
- Cesár Sampson – reprezentant Austrii w konkursie w 2018
- Rasmussen – reprezentant Danii w konkursie w 2018
- Zibbz – reprezentatnci Szwajcarii w konkursie w 2018
- Ira Losco – reprezentantka Malty dwukrotnie w 2002 i 2016.
- Elina Nechayeva – reprezentantka Estonii w konkursie w 2018
- AWS – reprezentanci Węgier w konkursie w 2018
- Alma – reprezentantka Francji w konkursie w 2017
- Ari Ólafsson – reprezentant Islandii w konkursie w 2018
- JOWST – reprezentant Norwegii w Konkurs Piosenki Eurowizji 2017
- Ryan O’Shaughnessy – reprezentant Irlandii w konkursie w 2018[1]

### Uczestnicy
| Artysta         | Piosenka              | Autorzy Piosenki                                                       | Punkty | Punkty                | Punkty  | Miejsce |
| Artysta         | Piosenka              | Autorzy Piosenki                                                       | Jury   | Użytkownicy Aplikacji | Łącznie | Miejsce |
| --------------- | --------------------- | ---------------------------------------------------------------------- | ------ | --------------------- | ------- | ------- |
| Andrea Holá     | „Give Me a Hint”      | František Valena                                                       | 8      | 4                     | 12      | 5       |
| Barbora Mochowa | „True Colors”         | Barbora Mochowa, Viliam Béreš, Koos Kamerling                          | 12     | 6                     | 18      | 4       |
| Hana Barbara    | „Poslední slova tobě” | Hana Schořová, Marcus Tran                                             | 4      | 1                     | 5       | 8       |
| Jakub Ondra     | „Space Sushi”         | Jakub Ondra, Michael Gubler, Boris Carloff, Viktor Dyk, Alasdair Bouch | 6      | 12                    | 18      | 2       |
| Jara Vymer      | „On My Knees”         | Jaroslav Vymer, Boris Carloff                                          | 3      | 2                     | 5       | 7       |
| Lake Malawi     | „Friend of a Friend”  | Jan Steinsdoerfer, Maciej Mikolaj Trybulec, Albert Černý               | 12     | 10                    | 22      | 1       |
| Pam Rabbit      | „Easy to Believe”     | João Filipe de Carvalho, Pamela Koky                                   | 10     | 8                     | 18      | 3       |
| Tomáš Boček     | „Don't Know Why”      | Tomáš Boček, Boris Carloff, Alasdair Bouch                             | 6      | 3                     | 9       | 6       |

#### Szczegółowe głosowanie międzynarodowego jury
| Szczegółowe Głosowanie Międzynarodowego Jury | Szczegółowe Głosowanie Międzynarodowego Jury | Szczegółowe Głosowanie Międzynarodowego Jury | Szczegółowe Głosowanie Międzynarodowego Jury | Szczegółowe Głosowanie Międzynarodowego Jury | Szczegółowe Głosowanie Międzynarodowego Jury | Szczegółowe Głosowanie Międzynarodowego Jury | Szczegółowe Głosowanie Międzynarodowego Jury | Szczegółowe Głosowanie Międzynarodowego Jury | Szczegółowe Głosowanie Międzynarodowego Jury | Szczegółowe Głosowanie Międzynarodowego Jury | Szczegółowe Głosowanie Międzynarodowego Jury |         |
| Piosenka                                     | Austria                                      | Dania                                        | Szwajcaria                                   | Malta                                        | Estonia                                      | Węgry                                        | Francja                                      | Islandia                                     | Norwegia                                     | Irlandia                                     | Międzynarodowe Głosowanie                    | Łącznie |
| -------------------------------------------- | -------------------------------------------- | -------------------------------------------- | -------------------------------------------- | -------------------------------------------- | -------------------------------------------- | -------------------------------------------- | -------------------------------------------- | -------------------------------------------- | -------------------------------------------- | -------------------------------------------- | -------------------------------------------- | ------- |
| „Give Me a Hint”                             | 2                                            | 4                                            | 2                                            | 10                                           | 3                                            | 12                                           | 8                                            | 2                                            | 3                                            | 4                                            | 3                                            | 53      |
| „True Colors”                                | 12                                           | 12                                           | 12                                           | 8                                            | 10                                           | 6                                            | 12                                           | 6                                            | 8                                            | 10                                           | 12                                           | 108     |
| „Poslední slova tobě”                        | 3                                            | 3                                            | 3                                            | 6                                            | 6                                            | 2                                            | 4                                            | 4                                            | 6                                            | 6                                            | 2                                            | 45      |
| „Space Sushi”                                | 10                                           | 1                                            | 1                                            | 4                                            | 4                                            | 3                                            | 10                                           | 3                                            | 2                                            | 3                                            | 8                                            | 49      |
| „On My Knees”                                | 6                                            | 6                                            | 8                                            | 1                                            | 8                                            | 4                                            | 3                                            | 1                                            | 1                                            | 1                                            | 1                                            | 40      |
| „Friend of a Friend”                         | 8                                            | 10                                           | 6                                            | 12                                           | 12                                           | 8                                            | 6                                            | 12                                           | 12                                           | 12                                           | 10                                           | 108     |
| „Easy to Believe”                            | 1                                            | 2                                            | 10                                           | 3                                            | 1                                            | 10                                           | 1                                            | 8                                            | 10                                           | 2                                            | 6                                            | 54      |
| „Don't Know Why”                             | 4                                            | 8                                            | 4                                            | 2                                            | 2                                            | 1                                            | 2                                            | 10                                           | 4                                            | 8                                            | 4                                            | 49      |